# Stowe House
Stowe House è una villa signorile situata nell'omonima località inglese del Buckinghamshire (Regno Unito).

## Storia

### Seicento
Nel 1676 il politico e baronetto Richard Temple commissionò quello che oggi costituisce il corpo centrale della Stowe House a William Cleare, che aveva già lavorato in qualità di capo falegname per Christopher Wren. I lavori terminarono nel 1683.

### Settecento

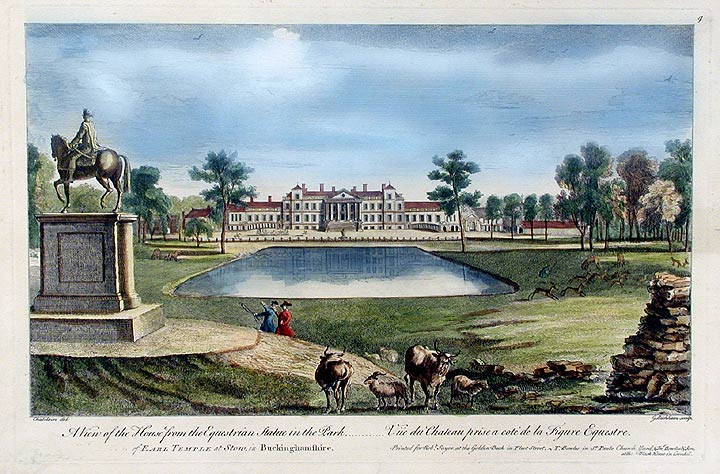
Illustrazione del 1750 raffigurante il lato nord di Stowe House

Durante gli anni venti del secolo, il visconte Cobham fece aggiungere un portico dotato di quattro colonne ioniche e ricostruire le facciate nord, ovest, ed est. I lavori vennero commissionati dapprima a John Vanbrugh e, in seguito alla morte di questi, a William Kent, che terminò le modifiche nel 1733. A quest'ultimo è stato attribuito il portico a sud, oggi non più esistente, composto da quattro colonne di ordine tuscanico sormontate da altre quattro colonne di gusto ionico/composito.
Tra il 1740 e il 1760 le ali est e ovest vennero ampliate con l'aggiunta di sale da cerimonia.
Nel frattempo, lungo la prima metà del secolo, diversi architetti, quali Charles Bridgeman, William Kent e Lancelot Brown, erano stati incaricati di progettare i circostanti paesaggi, che assunsero sempre più i connotati tipici del giardino all'inglese.
Nel 1770 Richard Grenvill-Temple, ordinò a Jacques-François Blondel di realizzare dei progetti per rinnovare la facciata sud dell'edificio che però vennero rifiutati. A quella parte lavorò invece l'architetto Robert Adam nel corso di tutto il decennio. I progetti vennero tuttavia fatti modificare dal barone Thomas Pitt, fratello di William Pitt il Vecchio. L'interno con le nuove sale cerimoniali fu terminato da Vincenzo Valdrè nel 1788 e, nel frattempo, fu portata a compimento la facciata nord quando vi vennero aggiunti su ambo i lati due colonnati in stile ionico sormontati da archi.

### Ottocento
A partire dal 1779, la Stowe House non fu più oggetto di modifiche significative. All'inizio del XIX secolo venne aggiunta una "sala egizia" sotto il portico nord che funge anche da ingresso secondario.
La Stowe House viene ricordata per essere stato il luogo in cui Luigi Filippo Alberto d'Orléans dimorò durante i suoi ultimi anni di vita dopo essere stato esiliato.

### Novecento
Nel 1951, Stowe House venne riconosciuta monumento classificato di primo grado.
Nel 1987 i giardini della villa di Stowe entrarono a far parte del Register of Historic Parks and Gardens of Special Historic Interest dell'Inghilterra.

## Galleria d'immagini

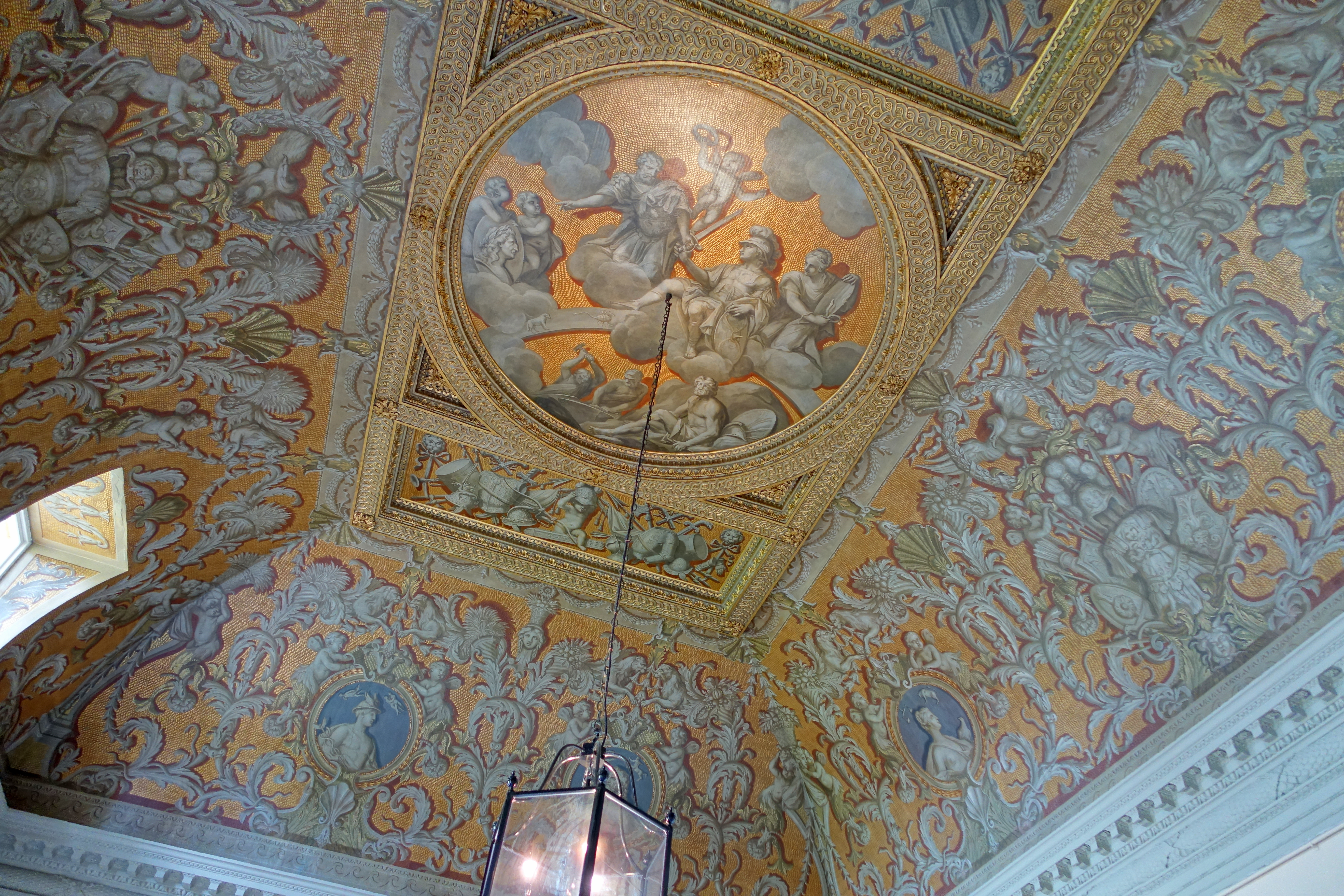
Particolare della North Hall
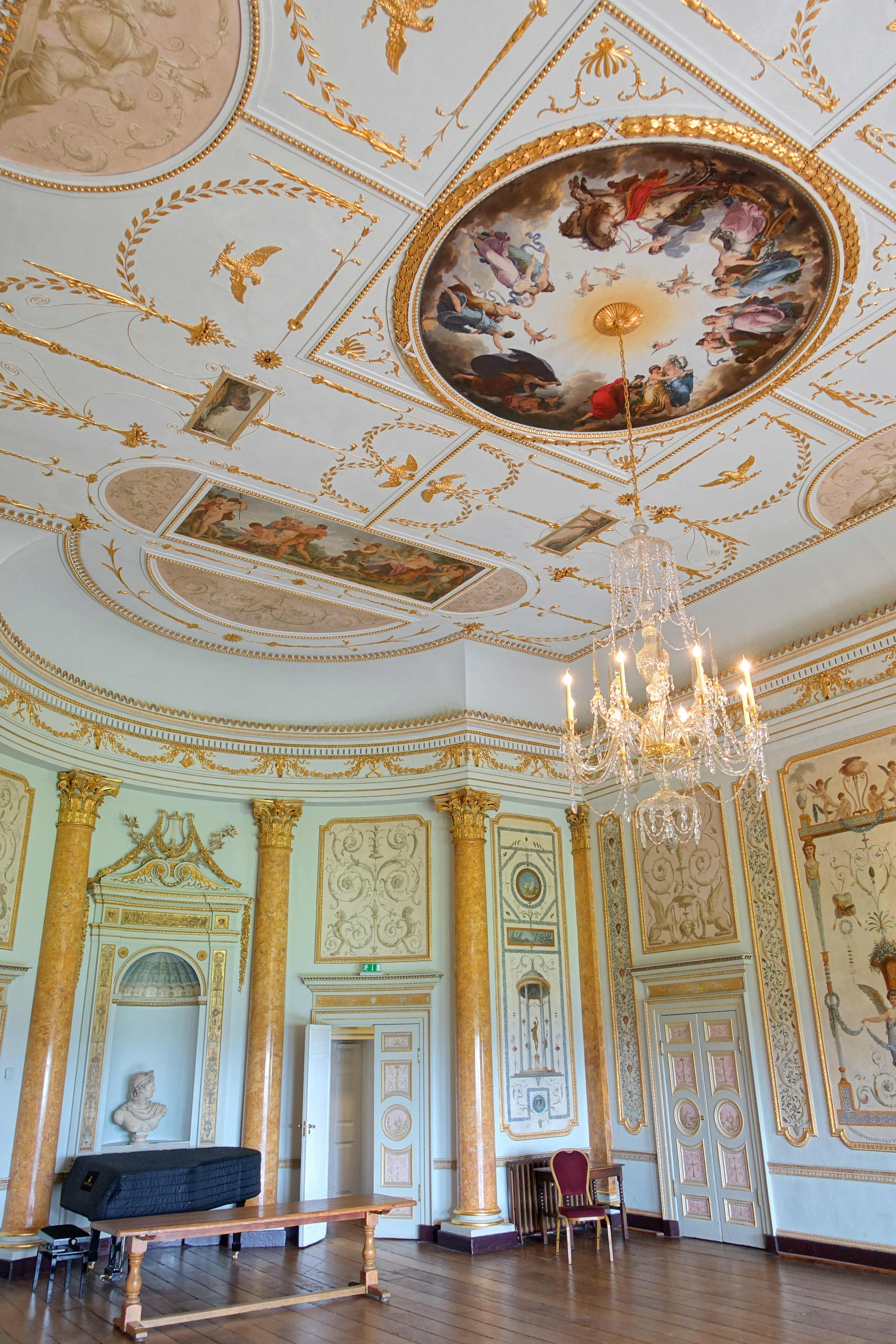
La sala della musica
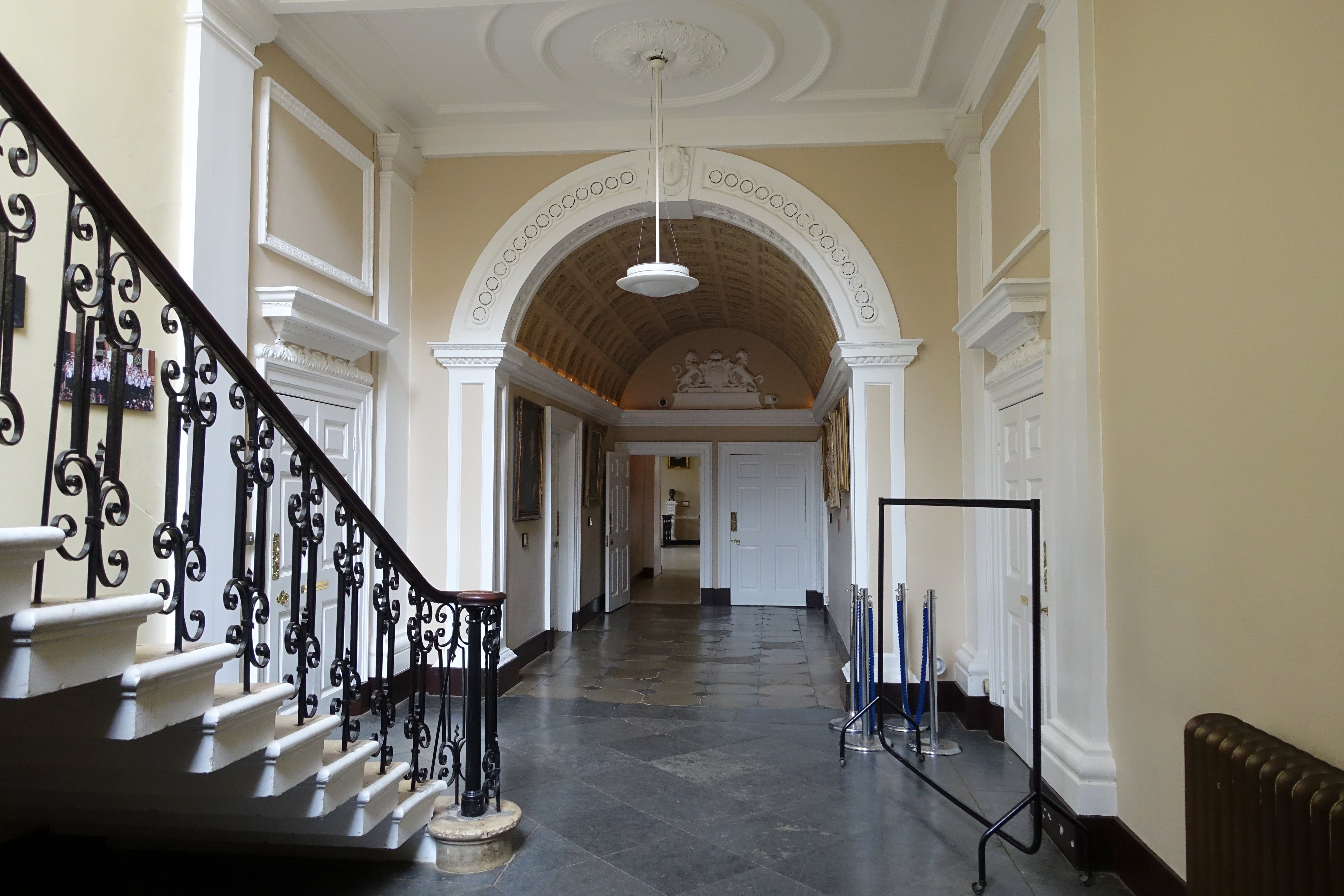
Il corridoio ovest
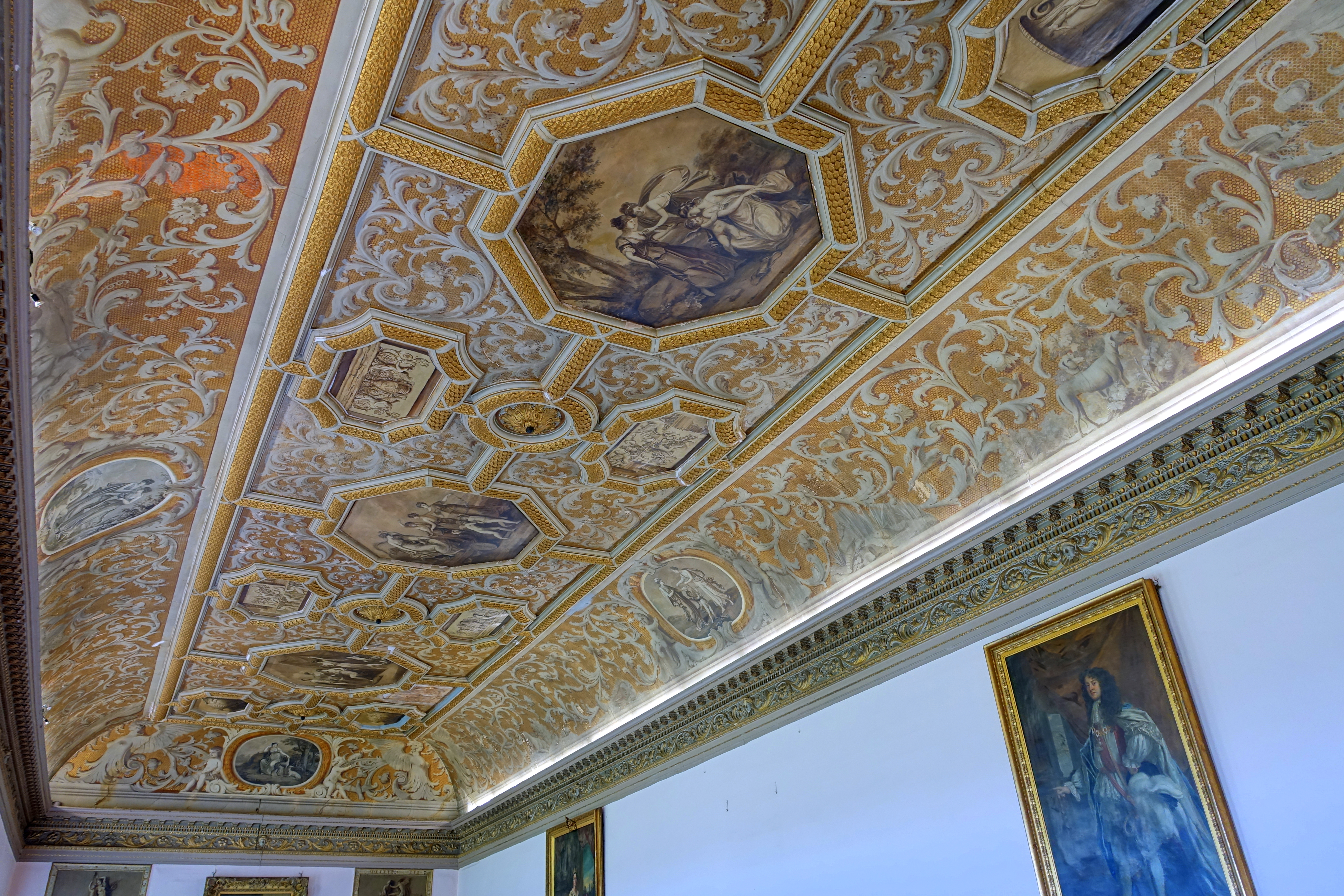
Particolare della sala da pranzo
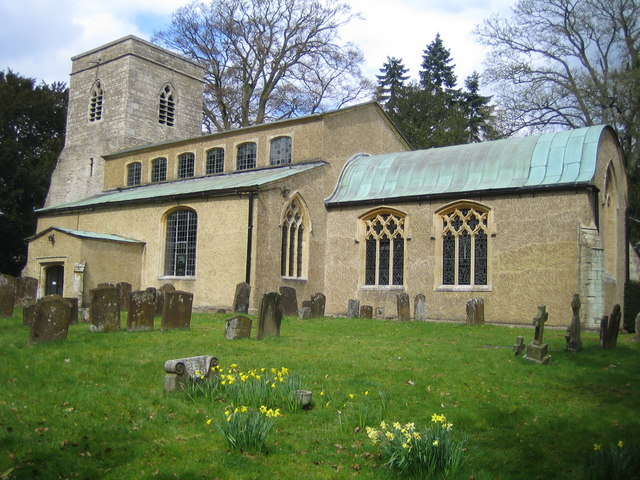
La chiesa di Saint Mary
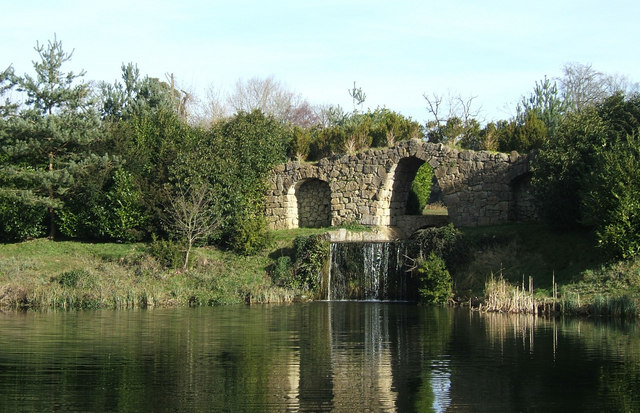
Rovine artificiali con cascata
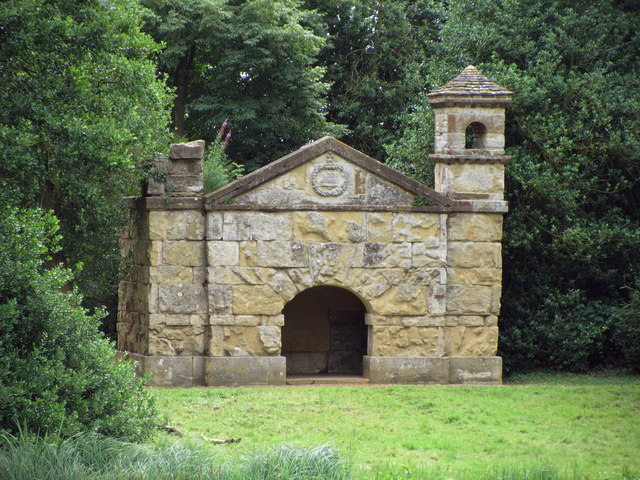
L'eremo
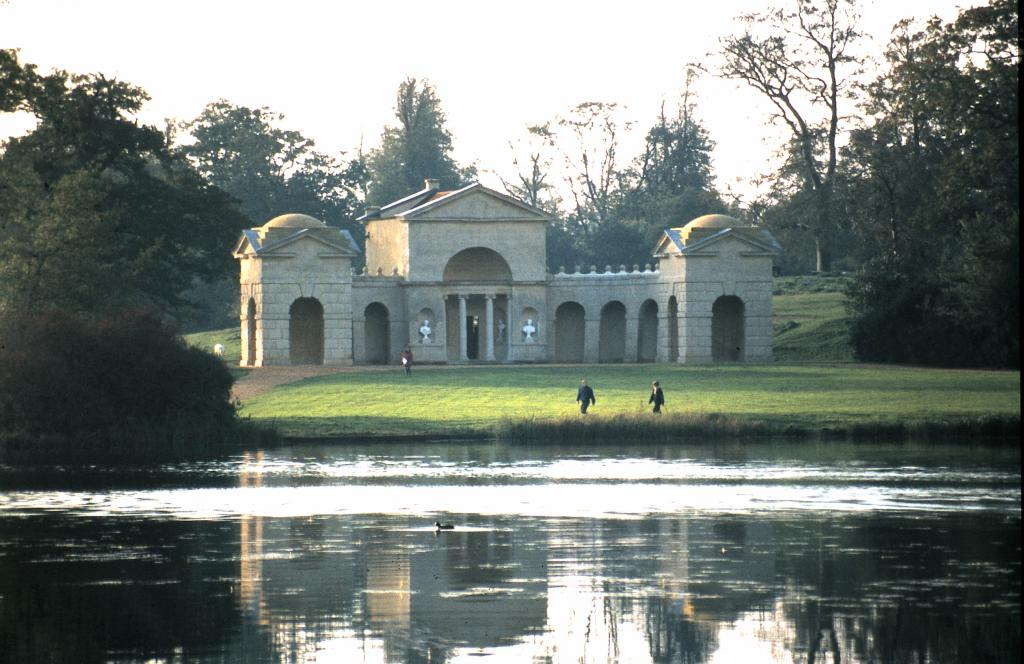
Il tempio di Venere
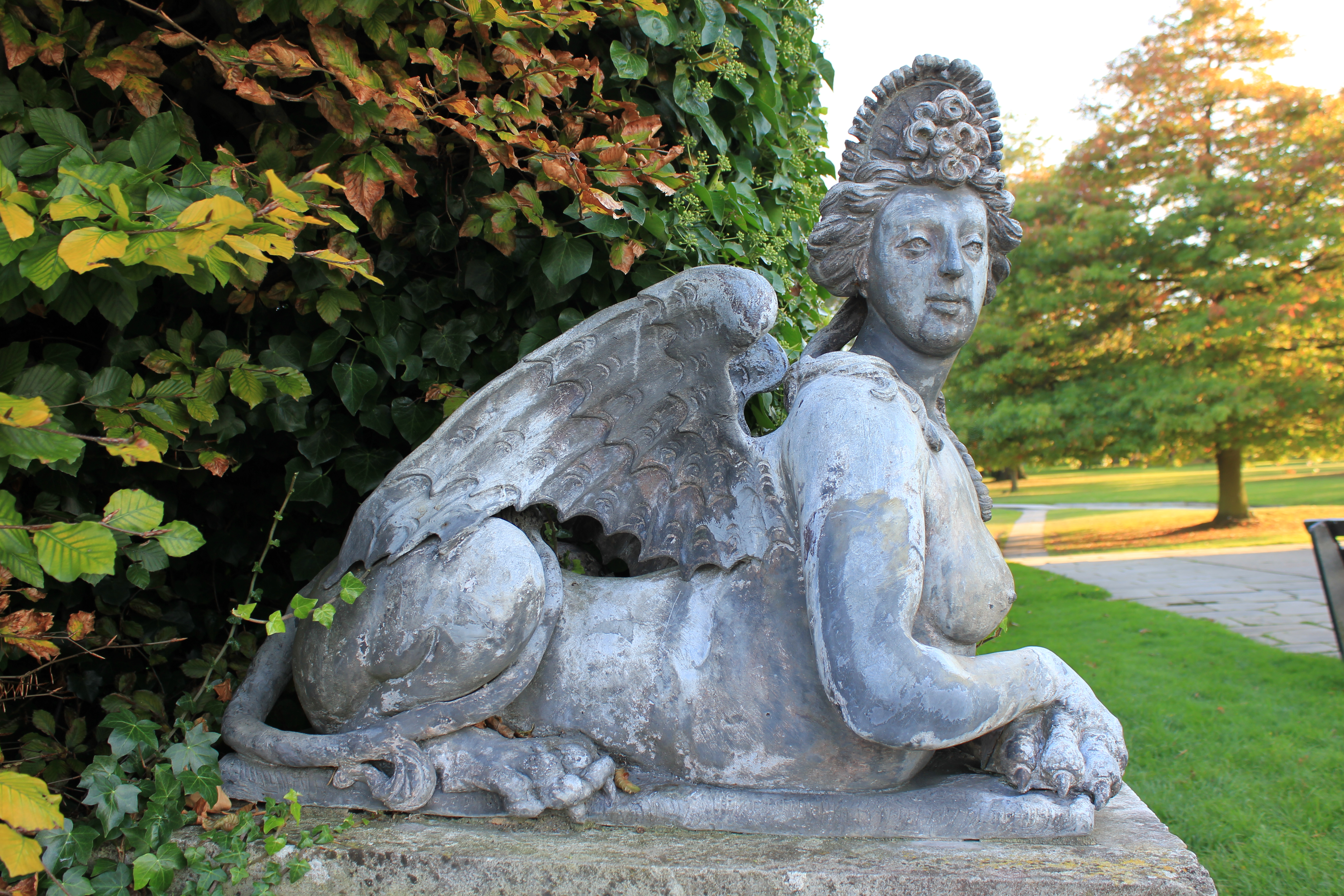
Sfinge decorativa